# Sonnenberg
Sonnenberg é um município da Alemanha, situado no distrito de Oberhavel, no estado de Brandemburgo. Tem 50,30 km² de área, e sua população em 2019 foi estimada em 831 habitantes.